# Mormonilla minor
Mormonilla minor är en kräftdjursart som beskrevs av Giesbrecht 1891. Mormonilla minor ingår i släktet Mormonilla och familjen Mormonillidae. Inga underarter finns listade i Catalogue of Life.